# National Route 1 (Sudafrica)
La National Route 1 (N1) è una strada nazionale del Sudafrica lunga circa 2000 km che collega Città del Capo con il luogo più a nord del Sudafrica, Beitbridge, al confine con lo stato dello Zimbabwe. Nel suo percorso attraversa 5 delle 9 province del Sudafrica, collega Città del Capo con Johannesburg e Pretoria e di fatto costituisce il principale asse viario del paese.

## Percorso
La N1 si sviluppa per circa 2000 km attraversando le province di: Capo Occidentale, Capo Settentrionale, Free State, Gauteng, Limpopo. Nel suo percorso si interseca con 12 delle 15 strade nazionali sudafricane.

### Capo Occidentale

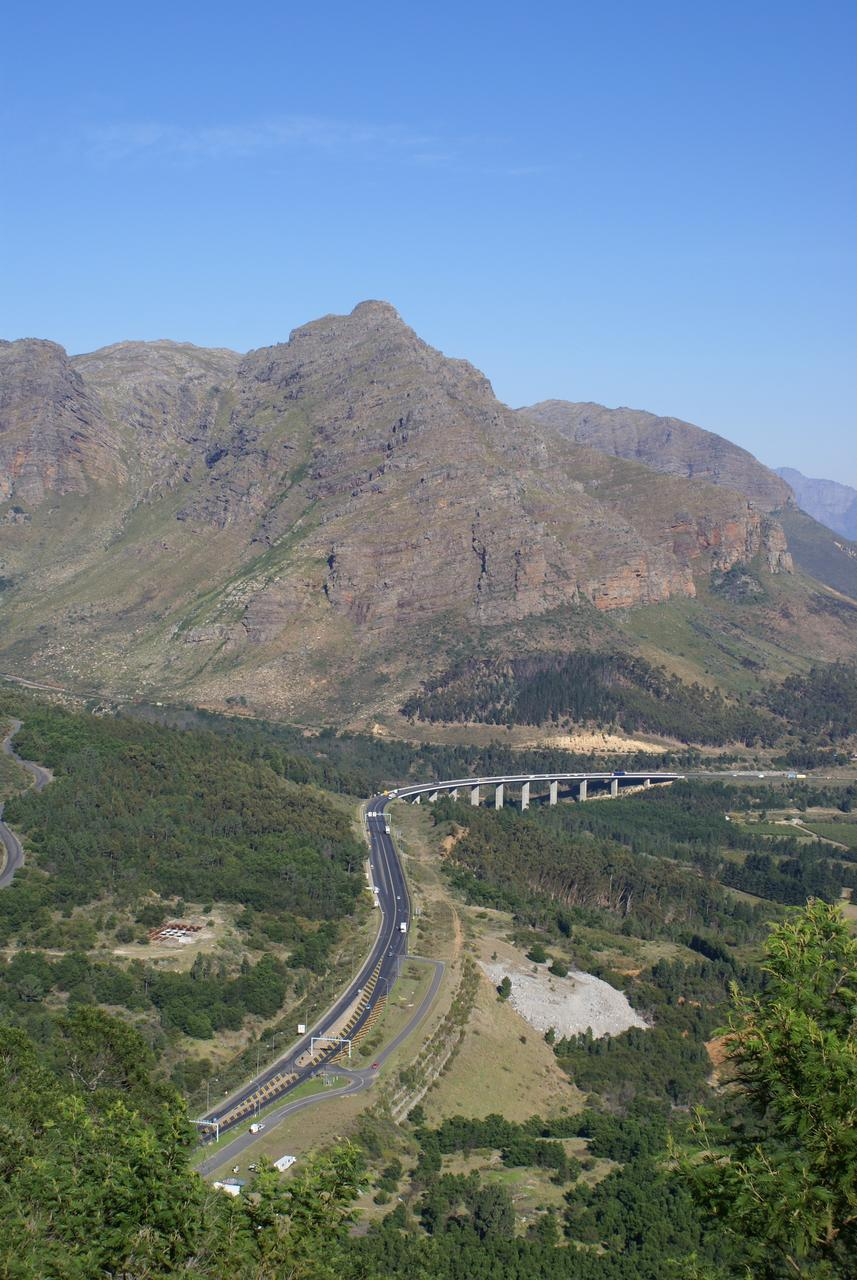
Viadotto della N1 verso la galleria Huguenot

La N1 inizia a Città del Capo nella zona del porto di fronte al centro commerciale del Victoria & Alfred Waterfront. La prima sezione del percorso, che corre parallela al porto, è in comune con la N2, poi le due strade si separano e la N1 prosegue verso nord-est. Subito dopo il quartiere di Century City incrocia la N7 che si dirige lungo la costa Atlantica verso nord. La strada attraversa quindi il quartiere periferico di Bellville e prosegue verso la città di Paarl. Dopo Paarl l'autostrada diventa a pedaggio in corrispondenza del tunnel Huguenot che attraversa il monte Du Toitskloof mettendo in comunicazione Pearl con Worcester. Dopo Worcester la strada punta a nord, ed attraversa la Catena del Capo in corrispondenza del passo dell'Hex river (650 m s.l.m.) entrando nella valle dell'Hex river, che percorre in tutta la sua lunghezza, e sfociando al termine nel Piccolo Karoo. Passa quindi per Touws River e Matjiesfontein ed entra nella zona semi-desertica del Grande Karoo. Qui incontra Laingsburg e dopo circa 200 km Beaufort West. Poco prima di Beaufort West la N1, incontra la N12 con la quale condivide una parte di percorso per i successivi 81 km fino al bivio di Three Sisters dove la N12 riprende il suo percorso verso Kimberley. A Three Sisters la N1 esce una prima volta dalla provincia del Capo Occidentale per entrare in quella del Capo Settentrionale, poi dopo pochi chilometri rientra per uscirne definitivamente poco dopo l'intersezione con la strada regionale R63.

### Capo Settentrionale

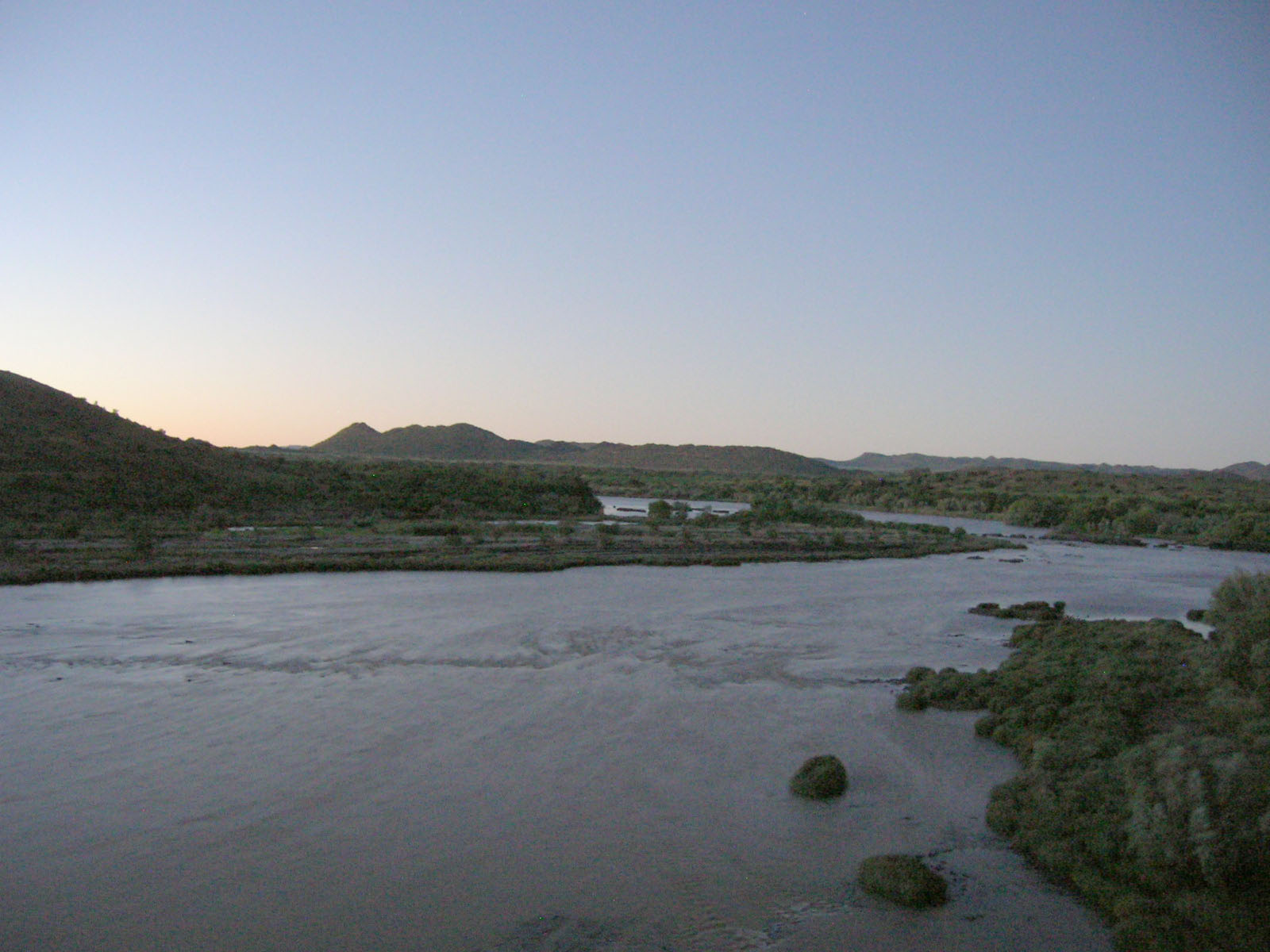
Fiume Orange dal ponte sulla N1

Il tratto della N1 nella provincia del Capo Settentrionale è lungo poco più di 230 km. In questo tratto la strada incontra le città di Richmond e di Hanover dove interseca la strada nazionale N10. La N1 prosegue verso Colesberg, dove termina la N9. Dopo Colesberg, la N1 attraversa il fiume Orange ed entra nella provincia del Free State.

### Free State
Superato il fiume Orange la N1 passa poco a nord della Diga del Gariep e del relativo bacino artificiale e si dirige in linea retta verso Bloemfontein. Poco prima di raggiungere Bloemfontein la N1 viene raggiunta dalla N6, che proveniente da East London termina proprio all'intersezione con la N1. Da qui inizia un tratto senza pedaggio che aggira Bloemfontein verso ovest. Lungo questo tratto la N1 interseca la N8 che proviene da Kimberley. A nord di Bloemfontein la strada diventa nuovamente a pedaggio mentre si dirige verso Winburg. A nord di Winburg dalla N1 si origina la N5 che si dirige verso Harrismith. La N1 continua quindi verso nord, passa attraverso Ventersburg e Kroonstad, quindi attraversa il fiume Vaal ed entra nella provincia del Gauteng.

### Gauteng

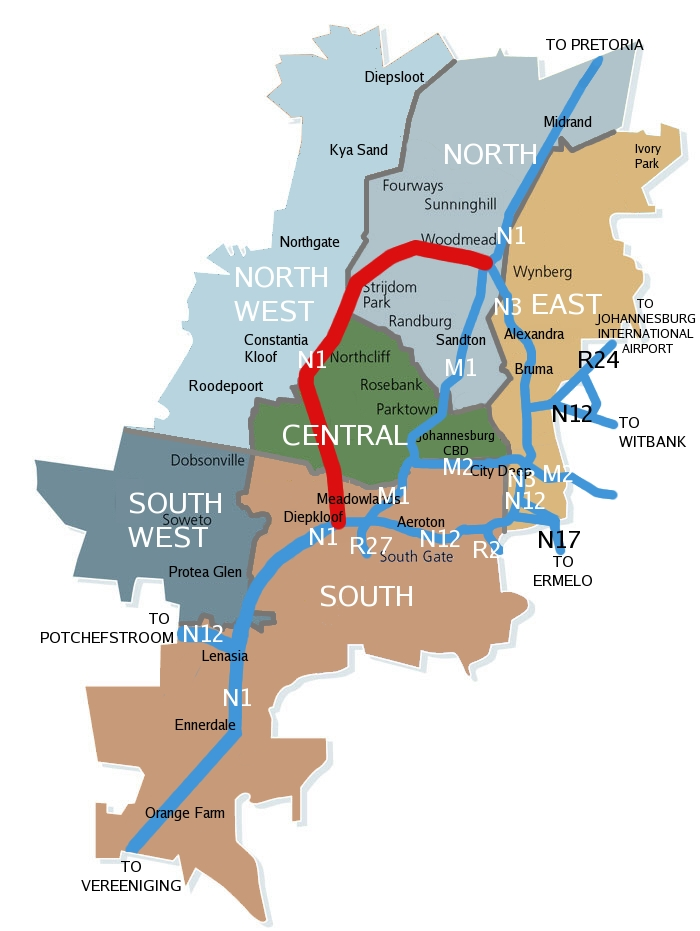
Circonvallazione ovest di Johannerburg della N1

Dopo il ponte sul Vaal la N1 si dirige verso Johannesburg. Alla periferia sud della città, presso Soweto, la N1 incrocia per la seconda volta la N12 con la quale condivide un percorso di circa 2 km, fino alla circonvallazione di Johannesburg  (detta Johannesburg Ring Road). Qui la N1 prosegue in direzione ovest (Western Bypass), mentre la N12 segue la direzione sud (Southern Bypass). Al termine del Western Bypass, a nord di Johannerburg, la N1 incrocia la N3, e poi si dirige verso Pretoria. Questa sezione della N1 fra Johannesburg e Pretoria è detta anche autostrada Ben Schoeman (Ben Schoeman Highway) ed è la strada più trafficata del Sudafrica con circa 300.000 veicoli al giorno. Poco a sud di Pretoria, presso la città di Centurion, la N1 incrocia la N14 che finisce qui il suo percorso, e poi percorre la tangenziale orientale di Pretoria al termine della quale incrocia la N4 con la quale prosegue sullo stesso percorso per circa 10 km fino all'altezza dell'aeroporto di Wonderboom, dove la N4 si separa mentre la N1 punta verso nord e dopo circa 50 km entra nella provincia del Limpopo.

### Limpopo

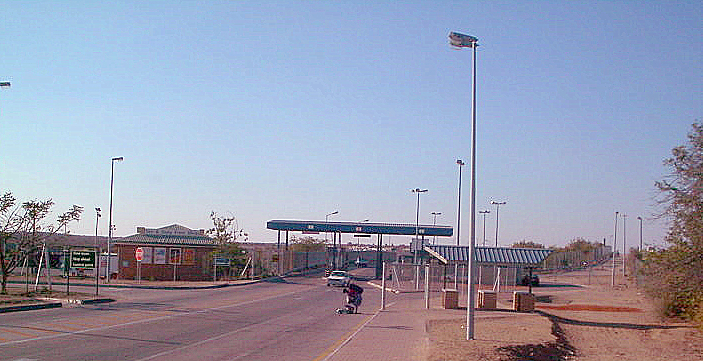
Posto di frontiera di Beit Bridge

Nel Limpopo la N1 passa vicino a Bela Bela (ex Warmbaths) e Modimolle (ex Nylstroom), quindi arriva a Mokopane (ex Potgietersrus), dove interseca la N11. La strada prosegue quindi per la capitale della provincia, Polokwane (ex Pietersburg) che attraversa (è allo studio la realizzazione di una circonvallazione per non attraversare la città). Dopo Polokwane, la N1 prosegue verso nord attraversando il Tropico del Capricorno prima di arrivare a Louis Trichardt. La N1 quindi prosegue verso nord attraversando i monti Soutpansberg (ci sono due brevi gallerie) e giunge a Musina. Da qui con un ultimo tratto di circa 16 km raggiunge Beit Bridge dove c'è il posto di frontiera con lo Zimbabwe sul fiume Limpopo.
Nello Zimbabwe la strada si divide in due percorsi: la A6 verso Bulawayo e la A4 per Harare.